# Leśniów Wielki
Leśniów Wielki (Duits: Groß-Lessen) is een plaats in het Poolse district  Zielonogórski, woiwodschap Lubusz. De plaats maakt deel uit van de gemeente Czerwieńsk en telt 536 inwoners.

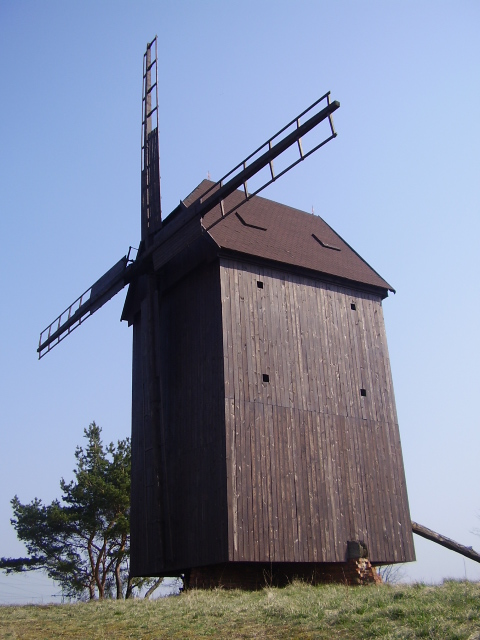
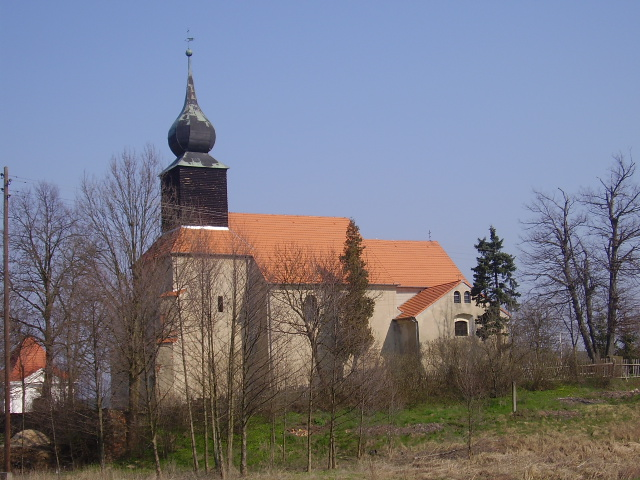